# Карлсберг (хребет)
Карлсберг — подводный хребет в северо-западной части Индийского океана между Сейшельскими и Мальдивскими островами.
Подводный хребет находится на глубине 3300 метров ниже уровня моря и поднимается на 2100 метров вверх от морского дна. Хребет Карлсберг представляет современную границу между Индийской и Африканской тектоническими плитами. По данным рекогносцировочных маршрутов его классифицировали как хребет с малой скоростью разрастания, имеющий расчлененный рельеф, глубокую рифтовую долину и сеть поперечных разломов.
15 июля 2003 года геологическая служба США зафиксировала в области горного хребта Карлсберг самое крупное землетрясение морского дна силой 7,6 балла.

## История изучения
Хребет Карлсберг был открыт во время кругосветной океанологической экспедиции «Дана» (1928—1930 гг.) под руководством датского ученого Эрнста Йохана Шмидта, спонсором которого выступил Фонд Carlsberg. Долгое время он оставался одним из самых малоизученных срединно-океанических хребтов (СОХ) Мирового океана.
Постепенное накопление информации о структуре аномального магнитного поля (АМП) и других геофизических полей на акватории Индийского океана происходило в рамках национальных и международных программ. Анализ и интерпретация полученных данных позволили восстановить главные этапы образования Индийского океана.
В СССР систематические магнитометрические исследования северо-западной части Индийского океана начали проводиться с начала 1980-х годов под руководством геофизика А. М. Карасика (1930—1987) и продолжаются в СПбФ ИЗМИРАН основанной им Группой морской геофизики. В 1980 году под его руководством была осуществлена первая российская систематическая морская магнитная съемка в ходе экспедиции на НИС «Фаддей Беллинсгаузен» к востоку от зоны разломов Оуэн и к югу от хребта Меррей, охватившая акваторию Аравийской котловины и северо-восточный склон хребта Карлсберг.